# 全缘金粟兰
全缘金粟兰（学名：Chloranthus holostegius）是金粟兰科金粟兰属的植物，为中国的特有植物。分布于中国大陆的云南、广西、贵州、四川等地，生长于海拔700米至1,600米的地区，一般生长在沟谷密林下或灌丛中，目前尚未由人工引种栽培。

## 别名
四块瓦、四叶金、黑细辛（云南） 对叶四块瓦（贵州） 土细辛（广西）

## 异名
- Chloranthus holostegius (Hand.-Mazz.) Pei et Shan var. shimianensis K. F. Wu
- Chloranthus holostegius (Hand.-Mazz.) Pei et Shan var. trichoneurus K. F. Wu